# تشارلز هربرت مور
تشارلز هربرت مور (بالإنجليزية: Charles Herbert Moore)‏ هو مؤرخ ورسام وبروفيسور أمريكي، ولد في 1840 في نيويورك في الولايات المتحدة، وتوفي في 1930 في هامبشير في المملكة المتحدة.

## وصلات خارجية
- تشارلز مور على موقع إن إن دي بي (الإنجليزية)